# Svilen Rusinov
Svilen Rusinov est un boxeur bulgare né le 29 février 1964 à Pleven.

## Carrière
Médaillé de bronze aux Jeux olympiques de Barcelone en 1992 dans la catégorie super-lourds, il remporte au cours de sa carrière de boxeur amateur 2 médailles d'argent aux championnats du monde de Tampere en 1993 et de Sydney en 1991 ; 1 médaille de bronze aux championnats du monde de Reno en 1986 (en poids lourds) ainsi que le titre européen à Bursa en 1993 et 3 médailles de bronze en 1987, 1989 et 1991.

## Parcours auxJeux olympiques
Jeux olympiques d'été de 1992 à Barcelone (poids super-lourds) :
- Bat István Szikora (Hongrie) 12-4
- Bat Willi Fischer (Allemagne) 8-5
- Perd contre Richard Igbineghu (Nigeria) 7-9